# Пшидониця
Пшидониця (пол. Przydonica) — село в Польщі, у гміні Городок-над-Дунайцем Новосондецького повіту Малопольського воєводства.
Населення — 1403 особи (2011).
У 1975-1998 роках село належало до Новосондецького воєводства.

## Демографія
Демографічна структура станом на 31 березня 2011 року:
|          | Загалом | Допрацездатний вік | Працездатний вік | Постпрацездатний вік |
| -------- | ------- | ------------------ | ---------------- | -------------------- |
| Чоловіки | 696     | 190                | 443              | 63                   |
| Жінки    | 707     | 202                | 382              | 123                  |
| Разом    | 1403    | 392                | 825              | 186                  |